# Klingersjön
Klingersjön är en sjö i Hudiksvalls kommun och Nordanstigs kommun i Hälsingland och ingår i Harmångersåns huvudavrinningsområde. Sjön har en area på 0,441 kvadratkilometer och ligger 344 meter över havet. Sjön avvattnas av vattendraget Harmångersån (Kölån).

## Delavrinningsområde
Klingersjön ingår i det delavrinningsområde (690106-151991) som SMHI kallar för Utloppet av Klingersjön. Medelhöjden är 399 meter över havet och ytan är 6,31 kvadratkilometer. Det finns inga avrinningsområden uppströms utan avrinningsområdet är högsta punkten. Avrinningsområdets utflöde Harmångersån (Kölån) mynnar i havet. Avrinningsområdet består mestadels av skog (88 procent). Avrinningsområdet har 0,44 kvadratkilometer vattenytor vilket ger det en sjöprocent på 7 procent.